# قاموس ويبستر

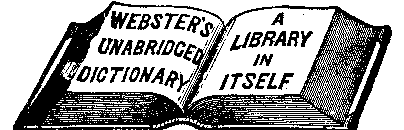
إعلان عام 1888 عن قاموس ويبستر

يُشيرُ اسم قاموسُ ويبستر إلى خَطِّ القواميسِ المطوّرَة أولاً مِن قِبل نوح ويبستر في أوائِل القرن التاسع عشرِ، ويشير أيضاً إلى القواميسِ غير المرتبطةِ العديدةِ التي أضافتْ اسمَ ويبستر فقط للاشتراك في سمعتِه.
إنّ هذا الاسم انشأ علامة تجارية في الولايات المتّحدةِ للقواميسِ الشاملةِ للغةِ الإنجليزيةِ.

## نوح ويبستر «قاموس أمريكي للغةِ الإنجليزيةِ»

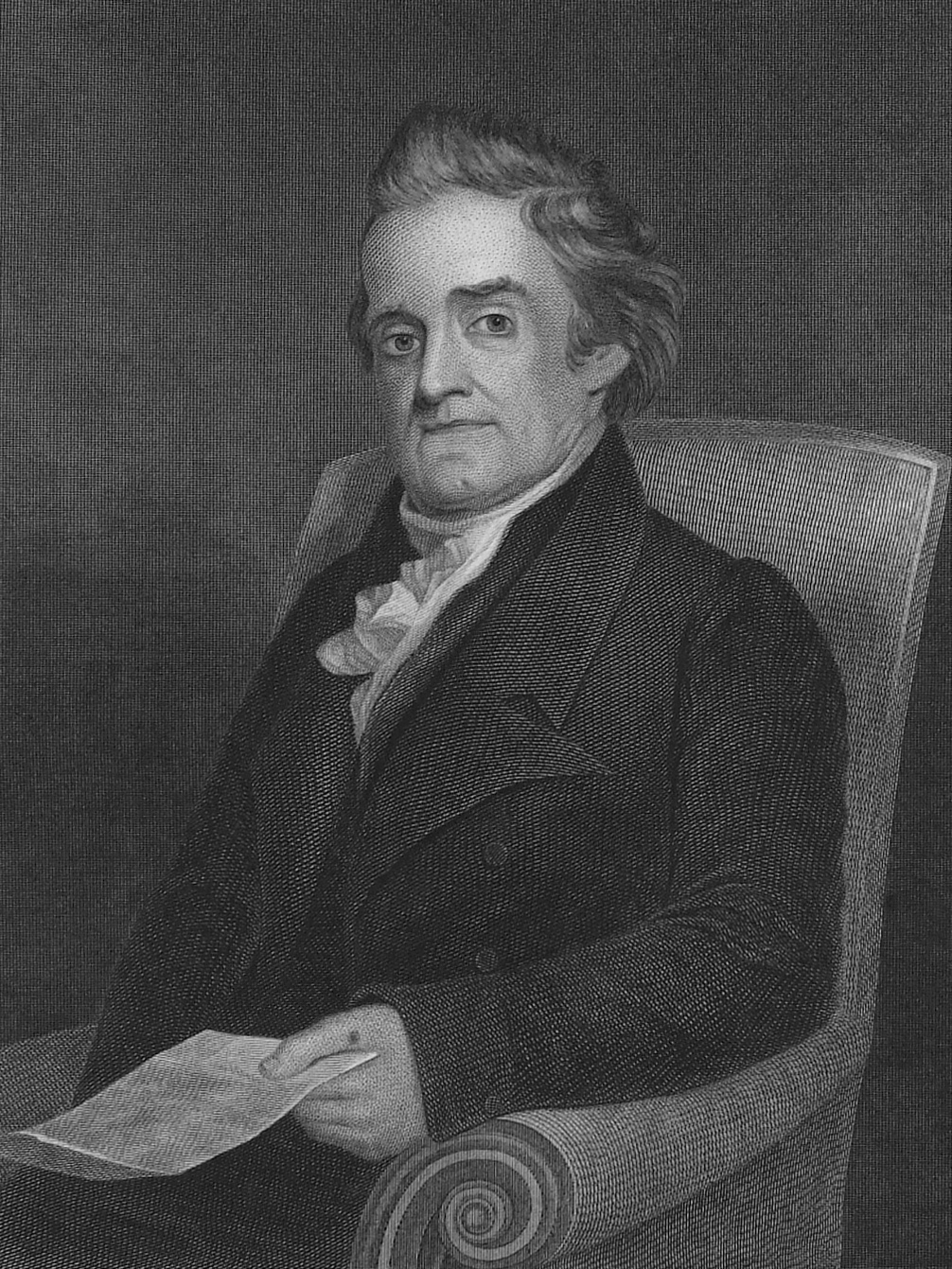
نوح وبستر

نوح ويبستر (1758 -1843)، مُؤلف كتب القرّاءِ والتهجّئة الذي سيطر على السوقِ الأمريكيةِ في ذلك الوقت،
امضى العقودَ مِنْ السنين في البحثِ في جَمْع قواميسِه.
قاموسه الأول، قاموس موجز للغةِ الإنجليزيةِ، ظَهرَ في 1806.
قدّمَ فيه الميزّاتَ التي سَتَكُونُ علامة للطبعاتِ المستقبليةِ مثل التهجئاتِ الأمريكيةِ مثل: (center بدلاً من centre) (honor بدلاً من honour) (program بدلاً من programme)...الخ
وضمنه الكلمات الجديدة للتقنيةِ وْ الفنونِ والعُلومِ بدلاً مِنْ حَصْر قاموسه في الكلماتِ الأدبيةِ.
امضى العقدين التاليين في العمل لتَوسيع قاموسِه.

## قاموس [ADEL]الطبعة الأولى 1828
في 1828، في عُمرِ السبعين، نَشرَ نوح ويبستر قاموسه الأمريكي للغةِ الإنجليزيةِ (ADEL)
في مجلدين يَحتويانِ 70,000 مدخلَ  مقارنة بالـ58,000 مِنْ أيّ قاموس سابق.
هناك فقط 2,500 نسخةَ طَبعتْ، بسعر 20 دولار للمجلدين.
بسبب الثمن الباهظِ نسبياً، بيعَ الكتابَ بشكل سيئ

## طبعة [ADEL]الثانية 1841
في 1841 نَشرَ نوح ويبستر بعمر 82 سنةً طبعةَ منقحة وموسعة لقطعته المعجميةِ النادرةِ في مجلدين، الطبعة الثانية، تصحّيحَ وتوسيع للقاموسِ الأمريكيِ للغةِ الإنجليزيةِ، بمساعدة إبنه، وليام جي.ويبستر.
نُشِرَ في حجمِ قطع الثُمن، واحتوى المفرداتَ الكاملةَ للطبعة الأولى ذات حجم قطع الربع، وزائدا عليها التصحيحاتِ، والتحسينات وخمسة آلاف كلمة إضافية. نَشرَت مِن قِبل المُؤلفِ،
الطِبعَة الأولى لهذه النسخة كَانتْ في 1841 مِن قِبل بي. إل. هاملن، مِنْ New Haven 

## طِبعَة 1844
عندما ماتَ ويبستر باعَ ورثتَه نسخةُ الـ1841
للقاموسَ الأمريكيَ للغةِ الإنجليزيةِ ADEL إلى شركةِ جْي. إس. وسي. أدامز مِنْ Amherst، ماسوشوستس.
هذه الشركة نَشرتَ عدد قليل مِنْ النسخِ في 1844 -
وهي نفس الطبعةِ التي استعملتْها أميلي ديكنسن كأداة لتأليفها الشعريِ
على أية حال، 15 دولار قسيمة سعر على الكتابِ جَعلتْه غالي جداً لأنْ يباعُ بسهولة آنذاك
لذا شركة Amherst قرّرتْ بَيْع الحقوق لشركة Merriam
بالإضافة إلى تَوْقيع عقد مع ورثةِ ويبستر للحقوقِ الوحيدةِ 

## طِبعَة 1845
الطِبعَة الثالثة مِنْ نسخة ADEL الثانية كَانتْ في 1845 مِن قِبل
جورج وتشارلز مريام (Merriam)في ماسوشوستس،
وهذا كَانَ قاموس ويبستر الأول بنسخة Merriam

## طبعات قواميس «ويبستر» مِن قِبل آخرين
مُساعد نوح ويبستر، ومنافس رئيسي لاحقاً، يوسف إيمرسن ووستر، وصهر ويبستر تشونسي Goodrich، نَشرَا تلخيصَ لقاموسِ نوح ويبستر 0(طبعة 1828) الأمريكي للغةِ الإنجليزيةِ في 1829 عام، بنفس عددِ الكلماتِ وتعاريفِ ويبستر الكاملة، لكن بدون الإشاراتِ الأدبيةِ.
بالرغم من ذلك كَانَ أكثرَ نجاحاً مالياً مِنْ طبعةِ 1828 الأصلية وأُعيدَ طباعته العديد مِنْ المرات، وقد انتقد نوح ويبستر هذه الطبعة
وهناك طبعة ووستر و Goodrich المختصرة لقاموس نوح ويبستر 1841(صدرت 1844) طُبِعتْ، مِن قِبل Harper and Brothers في 1844، بلكلماتِ الإضافيةِ كملحق.

## طبعة جديدة ومُرَاجَعة 1847
بموتِ ويبستر في عام 1843، الكُتُب الغير مُباعة وكُلّ حقوقِ الطبع واسمِ «ويبستر» اشتري مِن قِبل الإخوةِ جورج وتشارلز Merriam، الذان أستخدما صهرَ ويبستر تشونسي Goodrich وهو أستاذ في كليَّةِ يايل للإشْراف على التنقيحاتِ. ظَهرتْ طبعةُ Goodrich
الجديدة والمُرَاجَعة في سبتمبر/أيلول 24, 1847، وروجعَ ووسعَ في طبعةً 1859، التي أضافتْ قسم الإيضاحاتِ المفهرسَه إلى النَصِّ. بَقيتْ تنقيحاتُه قريبة من عملِ ويبستر،

## تأثير بريطاني
سيطرتْ قواميسُ ويبستر على العالمِ الناطق بالأنجليزيةِ.
في 1850 على سبيل المثال، Blackie وSon في غلاسكو
نَشرا القاموسَ العامَّ الأولَ الإنجليزيِ المُعتَمَد بشدّة على الإيضاحاتِ التصويريةِ المندمجة مع النَصِّ.
القاموس الإمبراطوري وهو قاموس إنجليزي وعلمي وتقني وتَكيّيفَ للحالةِ الحاليةِ للأدبِ، والعِلْم، والفَنّ؛
كان على أساس قاموسِ ويبستر الإنجليزي استعملَوا ويبستر لأغلب نَصِّهم، بالإضافة لبَعْض الكلماتِ التقنيةِ الإضافيةِ
التي اصطحبت برسومات للآلات والماكينات.

## الطبعة الكاملة 1864
ردَّاً على قاموس يوسف ووستر الرائد 1860
شركة Merriam أصدرت طبعةَ مراجعة بشكل ملحوظ، واحتفظُ القاموسِ
باسم «القاموس الأمريكيَ للغةِ الإنجليزيةِ».
وحرّرَ مِن قِبل نوح بورتر محرّرِ جامعةِ يايل ونَشرَ في 1864، ويَحتوي 114,000 مدخلَ.
كَانَ أحياناً يدعى باسم Webster–Mahn، لأن التنقيحاتَ كانت مِن قِبل
الدّكتورِ سي. أي. إف. Mahn،
الذي استبدلَ الاشتقاقات المتكلفة التي كَانتْ مستندة على محاولةِ ويبستر للتَوَفيُق مع التفسيراتِ التوراتيةِ لتأريخِ اللغةِ.
وهذه كَانتْ الطبعةَ الأولى المفَحوْصة بدقة لعملِ نوح ويبستر بشكل كبير، والأولى المعروفة بالكامله (Unabridged)
تَضمّنَت لاحقاً مواد إضافيةً وملحق الكلماتِ والتعاريفِ الإضافيةِ" إحتِوى على أكثر من 4,600 كلمةِ وتعريفِ جديدةِ
في 1879, إحتِوى القاموسِ على السير لأكثر من 9,700 مِنْ أسماءِ الأشخاصِ البارزينِ في 1879،
و فهرس جغرافي في 1884.
احتوتْ طِباعَة 1883 للكتابِ 1,928 صفحةِ وكَانتْ بأبعاد 22 سنتيمتر للعرض و 29 سنتيمتر للطول 11 سنتيمتر للسمك.
طبعة 1888 بنفس الحجمُ وذات 1935 صفحة ويَحْملُ هذا القاموسِ مقدّمةَ 1864
مِن قِبل نوح بورتر بالتذييلاتِ مِنْ 1879 1884.
موراي (مؤرخ قاموس أكسفورد الإنجليزي)يَقُولُ ان طبعةَ ويبستر الكاملة 1864
"اكتسبتْ شهرةً دوليةً وتمسّكتَ بأن تَكُون الأرفع من بين كلّ القواميس وأَخذَ كالمصدر
الموثوق لمعنى الكلماتِ، لَيسَ فقط في أمريكا وإنجلترا، لكن أيضاً في كافة أنحاء الشرق الأقصى 

## قاموس ويبستر الدولي (1890 و1900)
حرّرَ بورتر الطبعة القادمة أيضاً، باسم قاموس ويبستر الدولي للغةِ الإنجليزيةِ (1890)
الذي كَانَ توسّيعَ للقاموسِ الأمريكيِ.احتوى حوالي 175,000 مدخلَ. في 1900، قاموس ويبستر الدولي نُشِرَ ثانية مَع ملحق أضافَ 25,000 مدخلَ إليه.

## قاموس ويبستر الدولي الجديد 1909
شركة Merriam أصدرتْ في 1909، قاموس ويبستر الدولي الجديد،
حرّرَ مِن قِبل وليام توري هاريس وإف Sturges ألين.
موسّع جداً، غَطّى 400,000 مدخلَ، ويُضاعفُ عددَ الإيضاحاتِ.
و ميزّة جديدةِ، وهي الصفحة المنقسمة ذات العمودين لتَوفير المساحة
وضمن أيضا قسم آخر للكلماتِ تحت الخَطِّ في أسفل كُلّ صفحة وهو عبارة عن ستّة مِنْ أعمدةِ الكتابة الصغيرةِ جداً،
كرّسَ لموادِ كالكلمات الأجنبية والملغية والمستعملة نادراً، والمخْتَصَرات، والتهجئات المختلفة.
التحسين البارز كان في المعالجةِ وعددِ المرادفاتِ المُمَيَّز، مع إضافة أيضاً مخطط ذي عشرين صفحة للتلفظ أو التهجئة.

## قاموس ويبستر الدولي الجديد الثاني (الطبعة الثانية، 1934)
في 1934، القاموس الدولي الجديد روجعَ ووسّعَ للمّرة الثانية، وعرفت هذه الطبعة شعبيا بويبستر الثانية أَوW2، بالرغم من أنّها لَمْ تُنْشَر تحت هذا العنوانِ.
حُرّرتَ مِن قِبل وليام ألين Neilson وتوماس أي. Knott.
احتوت على 3350 صفحةَ وبيعَت ب39.50 دولار.
بَعْض النسخِ أضافتْ ملحق 400 صفحة سمي (تاريخ العالم) الذي زوّدَ بخط زمني للأحداث من البداية للوقت للحاضر.
المحرّرون إدّعوا أن القاموس به أكثر من 600,000 مدخلِ، أكثر من أي قاموس آخر في ذَلِك الوَقت، لكن ذلك العددِ تَضمّنَ العديد مِنْ أسماءِ الأعلام وأضافوا قوائمَ للكلمات المركبة.
التعاريف المتعدّدة للكلماتِ تُدرجُت بالترتيب الزمني، بالأقدمِ، لكن في أغلب الأحيان،
الترتيب كان حسب الاستعمال. على سبيل المثال، التعريف الأول لكلمة starveَ
تضمّنُ معنى المَوت من التعرّضِ إلى العناصرِ وكذلك من قلةِ الغذاءِ.
أضافتْ الصور العديدةِ إلى الكتابَ، فائدةِ وجاذبية خصوصاً فيما يَخْصُّ الأشياءِ الطبيعيةِ.
بالمقابل، اللوحات التي تظهر العملات المعدنيةَ لأممِ العالمَ المهمةَ أثبتتْ بسرعة أهميتها.
العملات المعدنية الذهبية العديدة مِنْ البلدانِ المهمةِ المُخْتَلِفةِ تُضمّنتْ، بضمن ذلك النسورِ الأمريكيةِ،
في الوقت الذي أصبحَ فيه غير شرعيا للأمريكان حينها امتلاكها،
وعندما سَحبتْ أكثر البلدانِ الأخرى عملاتها الذهبية مِنْ السوق أيضاً.
بسبب أسلوبِه وتناول الكلمات ومعاتيها ما زال قاموس ويبستر W2 شعبيا.

## قاموس ويبستر الدولي الجديد الثالث (1961)
بعد حوالي عقد مِنْ التحضيرِ
أصدرَ جي. وسي. Merriam قاموسَ ويبستر الجديد كليَّاً الدولي الجديد الثالث للغةِ الإنجليزيةِ،
الكامل (مَعرُوف بِاسمِ W2) في سبتمبر/أيلولِ 1961.
حُرّرَ مِن قِبل فيليب Babcock غوف وفريق مؤلفي القواميس الذي أمضى (757 سنةَ_تحرير كمجموع)
و3.5 مليون دولار.احتوى أكثر مِنْ 450,000 مدخل، تَضْمن أكثر من 100,000 مدخلِ جديدِ
وكالعديد مِنْ المعاني الجديدةِ للمداخلِ نَقلتْ مِنْ الطبعاتِ السابقةِ.
الكلمة الأخيرة في القاموس Zyzzogeton، كُتِبَت في 17 أكتوبر/تشرين الأول، 1960؛
والetymology (عِلْم أصل الكلمة) الأخير في القاموس سُجّلَ في 26 أكتوبر/تشرين الأول؛
والتلفظ النهائي نُسِخَ في 9 نوفمبر/تشرين الثاني.
الكتاب طُبِعَ بواسطة Riverside Pressَ في كامبردج، ماسوشوستس.
الطبعة الأولى كَاَنت ذات 2,726 صفحةُ (قياس (23 سنتيمتر) عرض (33 سنتيمتر) طول (7.6 سنتيمتر) سمك،
وَزنَ (6.12 كيلوغرام)،
وبيعَت ب47.50 دولار (بيعت بحوالي 350 دولاراتِ عام 2010).
التغييرات كَانتْ الأكثر جذرية في تاريخ القاموس.
بالرغم من أنّه كَانَ عمل نادرَ لم يسبق له مثيلَ في الثقافةِ،
تعرض لنقدِ كبير ِلطريقته الوصفية (بدلاً مِنْ الفرضية).
يعني أنه اهتم بالإجابة عن السؤال كَيفَ اللغةَ استعملتْ ؟، لا كيف يَجِبُ أَنْ تُستَعملَ اللغة؟

## التنقيحات والتجديدات
منذ نشرِ طبعة 1961 أعادَ Merriam ويبستر طباعة النَصَّ الرئيسيَ للقاموسِ بالتصحيحاتِ البسيطةِ الوحيدةِ.
لإضافة الكلماتِ الجديدةِ، أنشأوا قسمَ ملاحقِ في 1966، ضمّنَ في صدرِ الكتاب، الذي وُسّعَ في
1971, 1976, 1981, 1986, 1993، و2002.
على أية حال، نسبة الإضافاتِ كَانتْ قليلة بكثيرَ من التي كَانتْ في السَنَواتِ السابقةِ المائة.
بعد شراءِ Merriam ويبستر مِن قِبل Encyclopdia Britannica، المحدودة. (موسوعة بريتانيكا) في عام 1964
نسخة بحجمِ ثلاثة مجلدات أُصدرتْ لعدّة سَنَوات كملحق للموسوعةِ.
في نهايةِ المجلدات الثلاثةِ، تَضمّنتْ هذه الطبعةِ قاموسَ Britannica العالمي،
474 مِنْ صفحاتِ الترجماتِ بين اللغات السويديةِ الإسبانيةِ الإيطاليةِ الألمانيةِ الإنجليزيةِ والفرنسيةِ، ولغة الإيدش.
موظّفو Merriam ويبستر يَعْملونَ على الطبعةِ الرابعةِ (دبليو 4)الكاملة منذ 2008،
لكن تاريخ النشرِ لحدّ الآن لَمْ يعلن
النسخة ذات القرص المدمجِ للنَصِّ الكاملِ، بآلافِ الكلماتِ والتعاريفِ الجديدةِ الإضافيةِ مِنْ «الملاحقِ»
نُشِرَت مِن قِبل Merriam ويبستر في 2000، وتلحق في أغلب الأحيان بالطبعةِ الورقيةِ.

## قاموس مريام ويبستر الجامعي
قدّمَ Merriam ويبستر قاموسه الجامعي في 1898
والسلسلةِ الآن وصلت لطبعتِها الحادية عشرةِ. بعد نشرِ قاموس ويبستر الدولي في 1890،
طبعتان جامعيتان أُصدرتَا كتلخيصات لكُلّ طبعاتِهم الكاملةِ.
الطبعةِ التاسعةِ (قاموس ويبستر التاسع الجامعي الجديد (WNNCD)(دبليو إن إن سي دي)، نَشرتَ في 1985)
التغييرات المُتَبنّية في هذا القاموس جعلته نسخة مختلفة بدلاً مِنْ مجرّد تلخيصِ للقاموس الدوليِ الجديدِ الثالثِ (القاموس الرئيسي الذي اختصر منه الذي بَقى غير مُرَاجَع عملياً منذ 1961).بَعْض أسماءِ الأعلام اعيدت إلى قائمةِ الكلماتَ.
التغيير الأكثر بروزاً كَانَ إدراجَ تأريخِ الاقتباسِ المعروفِ الأولِ لكُلّ كلمة، لتَوثيق وقت دخولِها إلى اللغةِ الإنجليزيةِ.
الطبعة الحادية عشرة (نَشرتْ في 2003) تَتضمّنُ أكثر من 225,000 تعريفِ، وأكثر من 165,000 مدخلِ.
ويلحق بها قرص مدمج أحياناً.

## طبعات على الأنترنت
طبعة 1828
- Webster's Revised Unabridged Dictionary (1913 + 1828)

ديجافو versions can be viewed at at the www.archive.org site:
- Volume 1
- Volume 2

## طبعة 1841(1844)
- Noah Websters's final 1841 (published 1844) edition on the Emily Dickinson site. نسخة محفوظة 13 أغسطس 2015 على موقع واي باك مشين. هذه هي النسخة الرقمية لآخر نسخة من القاموس الأمريكي لويبستر قبل وفاته

## طبعة 1913
طبعة 1913 للقاموس الأمريكي الدولي الصادر عام 1900 وسمي Webster's Revised Unabridged Dictionary
يستخدم في كثير من المواقع طالما أن حقوقه انتهت لتقادم الزمن وأصبح ملكية عامة
بعض هذه المواقع هي:
- Webster's Revised Unabridged Dictionary (1913 + 1828) قابل للبحث
- The Gutenberg Webster's Unabridged Dictionary is available
- The Online Plain Text English Dictionary
- Webster's Revised Unabridged Dictionary (1913)
- Webster's Revised Unabridged Dictionary
- Collaborative International Dictionary of English and GCIDE
- dict.org DICT Development Group
- Webster's Online Dictionary, Rosetta Edition

## طبعة 1961
كلتا طبعتي 1913 وطبعة 1961 متاحة لبحث
OneLook

## الطبعات الأخيرة
طبعة قاموس مويبستر الجامعي الأخيرة متاحة في موقع الشركة
website.
طبعةThird New International المحدثة متاحة في الموقع فقط بالاشتراك.